# David Kelly (piłkarz)
David Thomas Kelly (ur. 25 listopada 1965 w Birmingham) – piłkarz irlandzki grający na pozycji napastnika.

## Kariera klubowa
Karierę piłkarską Kelly rozpoczął w klubie Walsall F.C. W sezonie 1983/1984 zadebiutował w jego barwach w Division Three i na tym szczeblu grał z Walsall do końca sezonu 1987/1988. Wtedy też Irlandczyk przeszedł do londyńskiego West Ham United za 600 tysięcy funtów i 27 sierpnia zadebiutował Division One w przegranym 0:4 wyjazdowym meczu z Southampton F.C. W West Ham grał do 1990 roku.
W marcu 1990 Kelly przeszedł za 300 tysięcy funtów do Leicester City występującym na szczeblu Division Two. Zawodnikiem drużyny "Lisów" był przez dwa lata i w grudniu 1991 został zawodnikiem Newcastle United, a suma transferu wyniosła ćwierć miliona funtów. W Newcastle był podstawowym zawodnikiem przez półtora roku i zdobył w tym okresie 35 goli przyczyniając się do awansu klubu w 1993 roku do Premiership.
Kolejnym klubem Kelly'ego w karierze był Wolverhampton Wanderers, do którego przeszedł w czerwcu 1993 roku za 750 tysięcy funtów. Przez dwa sezony strzelił 26 goli i we wrześniu 1995 trafił do Sunderlandu. W 1996 roku wywalczył z Sunderlandem awans do Premiership, a w 1997 roku opuścił klub by zostać piłkarzem Tranmere Rovers. Tam z kolei grał przez trzy lata, a następnie w 2000 roku odszedł do Sheffield United. Jesienią 2001 grał już w szkockim Motherwell F.C., ale wiosną 2002 wrócił od Anglii i przez pół roku występował w Mansfield Town. Karierę kończył jesienią 2002 jako zawodnik Derry City.
| Sezon   | Klub                    | Kraj     | Rozgrywki      | Mecze | Bramki |
| ------- | ----------------------- | -------- | -------------- | ----- | ------ |
| 1983/84 | Walsall F.C.            | Anglia   | Division Three | 6     | 3      |
| 1984/85 | Walsall F.C.            | Anglia   | Division Three | 32    | 7      |
| 1985/86 | Walsall F.C.            | Anglia   | Division Three | 28    | 10     |
| 1986/87 | Walsall F.C.            | Anglia   | Division Three | 42    | 23     |
| 1987/88 | Walsall F.C.            | Anglia   | Division Three | 39    | 20     |
| 1988/89 | West Ham United         | Anglia   | Division One   | 25    | 6      |
| 1989/90 | West Ham United         | Anglia   | Division One   | 16    | 1      |
| 1989/90 | Leicester City          | Anglia   | Division Two   | 10    | 7      |
| 1990/91 | Leicester City          | Anglia   | Division Two   | 44    | 14     |
| 1991/92 | Leicester City          | Anglia   | Division Two   | 12    | 1      |
| 1991/92 | Newcastle United        | Anglia   | Division Two   | 25    | 11     |
| 1992/93 | Newcastle United        | Anglia   | Division One   | 45    | 24     |
| 1993/94 | Wolverhampton Wanderers | Anglia   | Division One   | 36    | 11     |
| 1994/95 | Wolverhampton Wanderers | Anglia   | Division One   | 42    | 15     |
| 1995/96 | Wolverhampton Wanderers | Anglia   | Division One   | 5     | 0      |
| 1995/96 | Sunderland A.F.C.       | Anglia   | Division One   | 10    | 2      |
| 1996/97 | Sunderland A.F.C.       | Anglia   | Premiership    | 24    | 0      |
| 1997/98 | Tranmere Rovers         | Anglia   | Division One   | 29    | 11     |
| 1998/99 | Tranmere Rovers         | Anglia   | Division One   | 27    | 4      |
| 1999/00 | Tranmere Rovers         | Anglia   | Division One   | 32    | 6      |
| 2000/01 | Sheffield United        | Anglia   | Division One   | 35    | 6      |
| 2001/02 | Motherwell F.C.         | Szkocja  | Premier League | 19    | 6      |
| 2001/02 | Mansfield Town          | Anglia   | Division Three | 17    | 4      |
| 2002/03 | Derry City              | Irlandia | Eircom League  | 7     | 2      |

## Kariera reprezentacyjna
W reprezentacji Irlandii Kelly zadebiutował 10 listopada 1987 roku w wygranym 5:0 towarzyskim spotkaniu z Izraelem. W 1988 roku był w kadrze Irlandii na Euro 88, ale nie rozegrał żadnego spotkania. Podobna sytuacja miała miejsce w 1990 roku, gdy został powołany przez selekcjonera Jacka Charltona do kadry na mundial we Włoszech. Z kolei w 1994 roku na Mistrzostwa Świata w USA Kelly rozegrał jeden mecz, zremisowany 0:0 z Norwegią. Karierę reprezentacyjną zakończył w 1998 roku, a w drużynie narodowej rozegrał 26 meczów i zdobył 9 goli.